# Vukašin Rajković
Vukašin Rajković (ur. 7 kwietnia 1983) – serbski piłkarz ręczny, reprezentant Serbii, rozgrywający. Obecnie wolny zawodnik.
W latach 2010–2011 występował w Orlen Wiśle Płock, z którą rozstał się z końcem 2011 roku. W kwietniu 2012 roku podpisał dwuletni kontrakt z HC Vardar PRO Skopje, który będzie reprezentować od sezonu 2012/2013.

## Sukcesy
- Puchar EHF:
  -  2006
- Puchar Danii:
  -  2010
- Złoty Medalista Mistrzostw Polski: 
  -  2011